# 1968年日本グランプリ (4輪)
1968年の日本グランプリは、1968年5月3日に富士スピードウェイにて決勝レースが行われた。大会名称は今回より開催数から年度表記となり「'68日本グランプリ」となった。

## 概要

### ビッグマシンの登場
過去2大会はプロトタイプ・スポーツカーを参加上限として行われたが、前回は決勝出場が9台のみとなり、出場台数不足が懸念されていた。日本自動車連盟は今回より参加枠を拡げ、二座席レーシングカーもエントリーを認めることになった。
スポーツカー (およびプロトタイプ・スポーツカー) は排気量クラス別の燃料最大容量ほか、最低地上高、最小回転半径、ウィンドシールドの最少寸度、公道走行用の灯火類やスペアタイヤの装備、ラゲッジトランクの設置などが定められているのに対し、二座席レーシングカーは並列2座席でスポーツカーと同様にホイールの上面がフェンダーで覆われてさえいれば、エンジンを含めほぼ自由であるのが特徴だった。カナディアンアメリカン・チャレンジカップの車両として日本でも関心が高まっており、専用に開発されたシャシを購入することが可能だった。
富士スピードウェイのハイスピードコースでは、車体の軽量化やエンジンの出力向上が勝敗を左右する要素となる。二座席レーシングカーの解禁は国内ワークスチームの選択にも影響を与え、軽量なオープンボディに3リットル以上の大排気量エンジンを搭載する「ビッグマシン」が日本GPの新たな主役となった。

### TNT対決
事前の予想では、国内2大ワークスのトヨタ、日産に加え、新興プライベーターチームのタキレーシングも優勝候補に挙げられた。マスコミは3者の頭文字にちなんで「TNT対決」と銘打ち、本番に向けて対決ムードを煽った。
トヨタ
前回不参加のトヨタは、ヤマハとの共同体制でトヨタ・7を開発。オープンボディの二座席レーシングカーに自社製3リットルV型8気筒エンジンを搭載し、排気マニフォールドの取り廻しが異なる2タイプが2台ずつ（計4台）出場した。
日産
前回優勝者の日産はシボレー製5.5リットルV型8気筒エンジンを搭載する3台のR381が主力。二座席レーシングカー解禁を受け、クローズドボディのプロトタイプ・スポーツカーをオープンボディの二座席レーシングカーに改めた。これまで主力であったのR380（プロトタイプ・スポーツカー、2リットル直列6気筒エンジン）も3台用意し、計6台体制で参戦した。
タキレーシング
滝進太郎率いるタキレーシングは手持ちのポルシェ・906 (スポーツカー) に加え、ローラ・T70マークIII (スポーツカー) を2台、ポルシェ・910 (プロトタイプ・スポーツカー) を1台、二座席レーシングカーのローラ・T70マークIを1台入手し、5台体制で参戦した。ローラ・T70にはシボレー製V型8気筒エンジンの3種類（5.5、5.8、6.3リットル) を搭載する。2台のポルシェは2リットルの水平対向6気筒エンジン。
軽排気量のGP-Iクラスでは、ダイハツワークスのP-5が4台エントリー（2台はプロトタイプ・スポーツカー、2台は二座席レーシングカー）。ほか、デル・RSBやホンダ・S800を改造したマクランサといった国産マシンで参加するプライベーターも現われた。

## 予選

### 展開
午前のセッションでは北野元のR381が1分52秒台のトップタイプを記録。午後のセッションでは高橋国光のR381が1分50秒台に突入し、日産勢が予選1・2位を獲得した。長谷見昌弘、酒井正、田中健二郎のローラ・T70が3〜5番手に付け、日産とタキのビッグマシンがグリッド上位に並ぶ形となった。テストで1分54秒台を出していたトヨタ・7勢はタイムが伸びず、最高は福沢幸雄の6位。黒澤元治は2リットルマシンのR380で7位に食い込んだ。前年のポールシッター生沢徹はタキのポルシェ・910に乗り、11位からスタートする。
高橋のポールポジションタイム1分50秒88は、前年の生沢の記録（1分59秒43）を9秒近く短縮した。以下13位までが2分を切り、競争レベルの上昇を印象付けた。予選通過基準タイムをクリアしたのは25台で、残り5台が予選落ちした。

### 結果
| 順位 | No. | クラス | ドライバー | 車名                 | エントラント         | タイム  |
| ---- | --- | ------ | ---------- | -------------------- | -------------------- | ------- |
| 1    | 18  | GP-IV  | 高橋国光   | ニッサン・R381       | 日産自動車           | 1'50.88 |
| 2    | 20  | GP-IV  | 北野元     | ニッサン・R381       | 日産自動車           | 1'52.21 |
| 3    | 25  | GP-IV  | 長谷見昌弘 | ローラ・T70マークIII | タキ・レーシング     | 1'52.25 |
| 4    | 27  | GP-IV  | 酒井正     | ローラ・T70マークII  | タキ・レーシング     | 1'54.98 |
| 5    | 26  | GP-IV  | 田中健二郎 | ローラ・T70マークIII | タキ・レーシング     | 1'55.58 |
| 6    | 2   | GP-III | 福沢幸雄   | トヨタ・7            | TMSC                 | 1'56.21 |
| 7    | 21  | GP-II  | 黒澤元治   | ニッサン・R380       | 日産自動車           | 1'56.86 |
| 8    | 19  | GP-IV  | 砂子義一   | ニッサン・R381       | 日産自動車           | 1'56.87 |
| 9    | 3   | GP-III | 鮒子田寛   | トヨタ・7            | TMSC                 | 1'56.96 |
| 10   | 1   | GP-III | 細谷四方洋 | トヨタ・7            | TMSC                 | 1'57.38 |
| 11   | 28  | GP-II  | 生沢徹     | ポルシェ・カレラ10   | タキ・レーシング     | 1'57.69 |
| 12   | 5   | GP-III | 大坪善男   | トヨタ・7            | TMSC                 | 1'57.85 |
| 13   | 22  | GP-II  | 横山達     | ニッサン・R380       | 日産自動車           | 1'59.04 |
| 14   | 24  | GP-II  | 大石秀夫   | ニッサン・R380       | 日産自動車           | 2'01.95 |
| 15   | 29  | GP-II  | 片平浩     | ポルシェ・カレラ6    | タキ・レーシング     | 2'01.95 |
| 16   | 11  | GP-IV  | 安田銀治   | ローラ・T70          | 安田銀治             | 2'03.93 |
| 17   | 12  | GP-I   | 矢吹圭造   | ダイハツ・P-5        | ダイハツ・クラブ     | 2'09.02 |
| 18   | 16  | GP-I   | 武智勇三   | ダイハツ・P-5        | ダイハツ・クラブ     | 2'09.89 |
| 19   | 14  | GP-I   | 久木留博之 | ダイハツ・P-5        | ダイハツ・クラブ     | 2'10.41 |
| 20   | 15  | GP-I   | 吉田隆郎   | ダイハツ・P-5        | ダイハツ・クラブ     | 2'12.02 |
| 21   | 30  | GP-II  | 真田睦明   | フェアレディ         | サナダ・レーシング   | 2'17.23 |
| 22   | 6   | GP-III | 伊能祥光   | ケロヨン号RSB        | 木馬座プロダクション | 2'17.30 |
| 23   | 33  | GP-I   | 鈴木八須男 | マクランサ           | 鈴木八須男           | 2'17.95 |
| 24   | 31  | GP-II  | 高木豊和   | フェアレディ         | サナダ・レーシング   | 2'18.26 |
| 25   | 35  | GP-IV  | 明珍和夫   | デイトナ・コブラ     | 村上健治             | 2'19.17 |
| 26   | 7   | GP-I   | 遠藤邦機   | マクランサ           | 遠藤邦機             | 2'21.19 |
| 27   | 17  | GP-I   | 木下昇     | キノシタ・スペシャル | サナダ・レーシング   | 2'22.51 |
| 28   | 10  | GP-II  | 高野ルイ   | ロータス・47GT       | 積水化学             | 2'24.03 |
| 29   | 34  | GP-I   | 村田邦夫   | マクランサ           | 村田邦夫             | 2'25.68 |
| 30   | 8   | GP-I   | 大久保力   | Honda WM.            | 大久保力             | 2'32.76 |

- クラス区分はGP-I（600cc〜1300cc）、GP-II（1300cc〜2000cc）、GP-III(2000cc〜3000cc)、GP-IV（3000cc〜）。
- エントリー33台中予選出走30台（No.9,No.23,No.32はエントリーのみ、No.26,No.27,No.28,No.29はリザーブドライバーが搭乗）。
- 予選通過基準タイム：2'20.00

## 決勝

### 展開

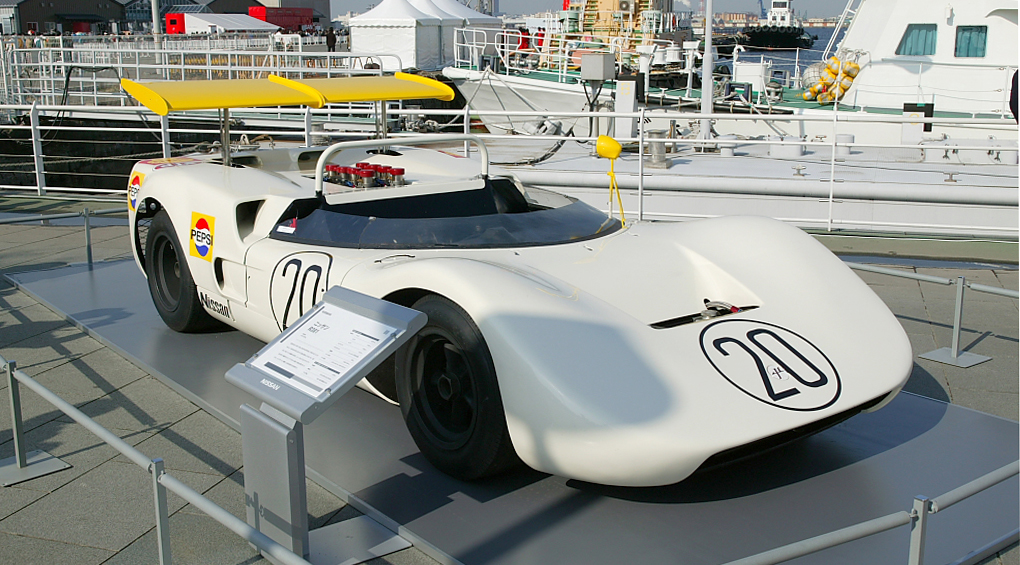
ニッサン・R381

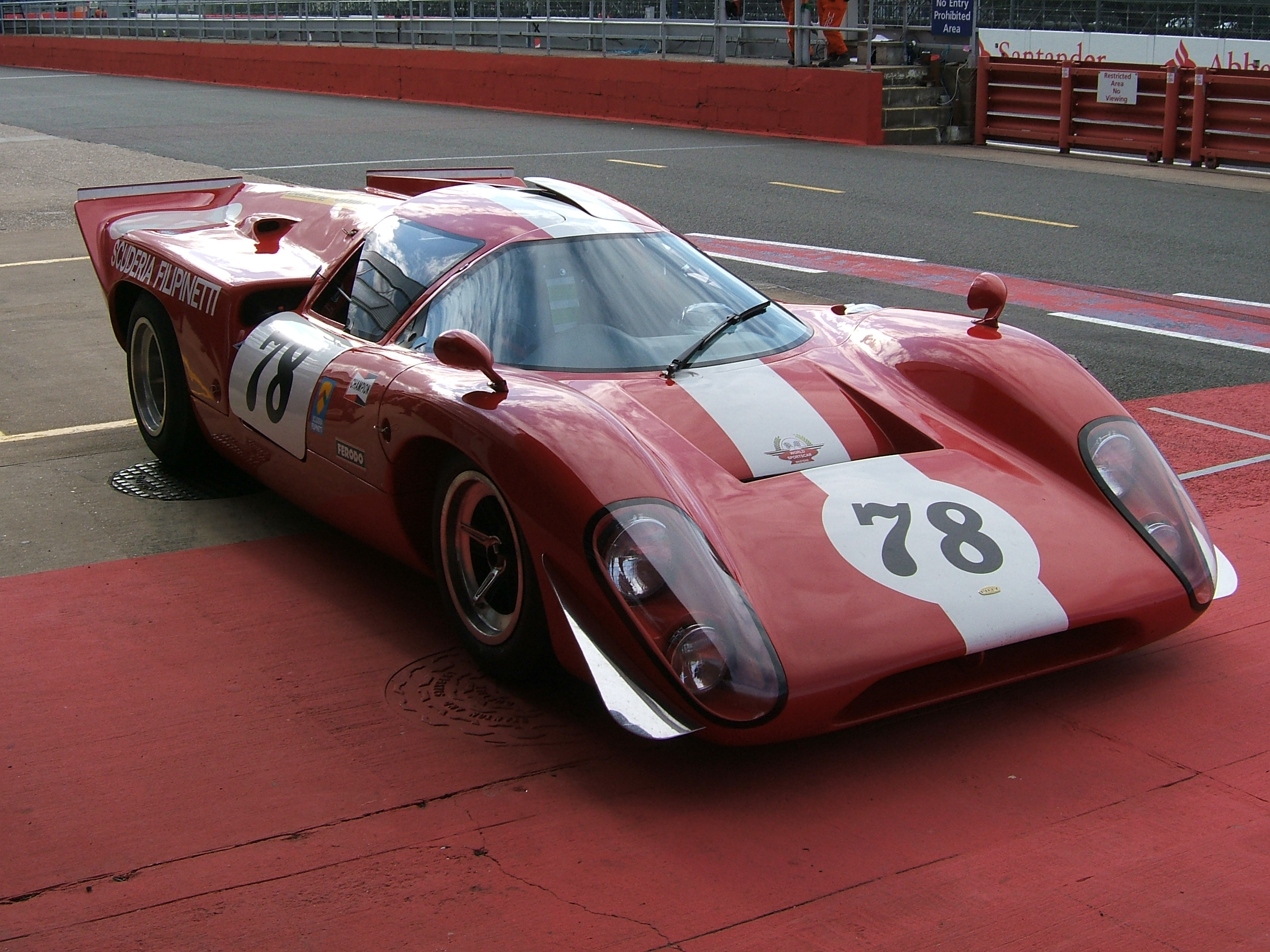
ローラ・T70マークIII

この年は決勝レースの周回数が60周（360キロメートル）から80周（480キロメートル）に延長された。空は厚い雲に覆われ、ウェットレースの可能性も残る中、開始時刻の午後2時を迎えた。スタートでは北野元・高橋国光の日産・R381と、田中健二郎のローラ・T70マークIIIが飛び出し、生沢のポルシェ・910のあとに鮒子田寛・大坪善男のトヨタ・7が続いた。
先頭集団のビッグマシン3台は後続を引き離し、互いに順位を入替えて迫力あるトップ争いを演じた。ベテラン田中は前年まで日産追浜ワークスに所属しており、古巣の後輩2人相手に孤軍奮闘したが、27周目の最終コーナーでサスペンションを壊してリタイアした。チームメイトの酒井は17周目、長谷見は22周目にリタイアしており、タキのローラ勢は序盤にして姿を消した。
日産陣営にもトラブルは降りかかった。高橋はホイールナットの緩みでハブを損傷し、31周目にリタイア。砂子義一のR381も予選からオーバーヒート症状を抱えてペースが上がらなかった。2位以下を周回遅れにして独走する北野にも、慎重を期してペースダウンの指示が出された。
上位の脱落により、39周目には福沢幸雄のトヨタ・7、黒澤元治のニッサン・R380、細谷四方洋のトヨタ・7が2位〜4位に浮上した。しかし、細谷は44周目、福沢は58周目にリタイア。トヨタ勢は鮒子田・大坪もトラブルで後方に沈み、日本GP復帰初戦は惨敗に終わった。黒澤も生沢とのバトルでスピンし、クラッチの問題を抱えてペースを落とした。
生沢は単独スピンから2位に再浮上するとペースを上げ、レース終盤には北野を抜いて周回遅れから同一周回に戻った。この際、場内放送のアナウンサーがトップ争いと勘違いし、「生沢が逆転!」と実況したため観客席は騒然となった。日産のピットは念のため北野にペースアップを指示し、生沢を再度周回遅れにした。
最後には小雨が降り始めたが、北野は21周目から一度もトップを譲ることなく80周を走り切り、日本GP初優勝を達成した。2位生沢に続いて黒澤・横山達・大石秀夫のR380勢3台、砂子のR381が3〜6位に入賞した。決勝出走25中、完走扱いは16台。グループ7導入初年度はビッグマシンのトラブルが多く、実績のある2リッター以下のマシンが健闘した。

### 結果
| 順位 | No. | クラス | ドライバー | 車名                 | エントラント         | 周回 | タイム/リタイア  | グリッド |
| ---- | --- | ------ | ---------- | -------------------- | -------------------- | ---- | ---------------- | -------- |
| 1    | 20  | GP-IV  | 北野元     | ニッサン・R381       | 日産自動車           | 80   | 2:37'05.57       | 2        |
| 2    | 28  | GP-II  | 生沢徹     | ポルシェ・カレラ10   | タキ・レーシング     | 79   | 2:37'24.65       | 11       |
| 3    | 21  | GP-II  | 黒澤元治   | ニッサン・R380       | 日産自動車           | 78   | 2:37'12.97       | 7        |
| 4    | 22  | GP-II  | 横山達     | ニッサン・R380       | 日産自動車           | 77   | 2:38'00.02       | 13       |
| 5    | 24  | GP-II  | 大石秀夫   | ニッサン・R380       | 日産自動車           | 77   | 2:38'11.05       | 14       |
| 6    | 19  | GP-IV  | 砂子義一   | ニッサン・R381       | 日産自動車           | 77   | 2:39'05.15       | 8        |
| 7    | 29  | GP-II  | 片平浩     | ポルシェ・カレラ6    | タキ・レーシング     | 76   | 2:38'07.67       | 15       |
| 8    | 5   | GP-III | 大坪善男   | トヨタ・7            | TMSC                 | 75   | 2:37'51.21       | 12       |
| 9    | 3   | GP-III | 鮒子田寛   | トヨタ・7            | TMSC                 | 74   | 2:37'12.42       | 9        |
| 10   | 15  | GP-I   | 吉田隆郎   | ダイハツ・P-5        | ダイハツ・クラブ     | 70   | 2:38'04.30       | 20       |
| 11   | 35  | GP-IV  | 明珍和夫   | デイトナ・コブラ     | 村上健治             | 66   | 2:38'58.35       | 25       |
| 12   | 33  | GP-I   | 鈴木八須男 | マクランサ           | 鈴木八須男           | 63   | 2:38'15.46       | 23       |
| 13   | 31  | GP-II  | 高木豊和   | フェアレディ         | サナダ・レーシング   | 61   | 2:39'30.77       | 24       |
| 14   | 2   | GP-III | 福沢幸雄   | トヨタ・7            | TMSC                 | 58   | ドライブシャフト | 6        |
| 15   | 14  | GP-I   | 久木留博之 | ダイハツ・P-5        | ダイハツ・クラブ     | 57   |                  | 19       |
| 16   | 16  | GP-I   | 武智勇三   | ダイハツ・P-5        | ダイハツ・クラブ     | 56   | 2:38'16.79       | 18       |
| Ret  | 11  | GP-IV  | 安田銀治   | ローラ・T70          | 安田銀治             | 50   | オーバーヒート   | 16       |
| Ret  | 1   | GP-III | 細谷四方洋 | トヨタ・7            | TMSC                 | 44   | 油圧低下         | 10       |
| Ret  | 30  | GP-II  | 真田睦明   | フェアレディ         | サナダ・レーシング   | 33   |                  | 21       |
| Ret  | 18  | GP-IV  | 高橋国光   | に・R381             | 日産自動車           | 31   | ハブ             | 1        |
| Ret  | 12  | GP-I   | 矢吹圭造   | ダイハツ・P-5        | ダイハツ・クラブ     | 30   | エンジン         | 17       |
| Ret  | 26  | GP-IV  | 田中健二郎 | ローラ・T70マークIII | タキ・レーシング     | 27   | サスペンション   | 5        |
| Ret  | 6   | GP-III | 伊能祥光   | ケロヨン号RSB        | 木馬座プロダクション | 25   | エンジン         | 22       |
| Ret  | 25  | GP-IV  | 長谷見昌弘 | ローラ・T70マークIII | タキ・レーシング     | 22   | クラッチ         | 3        |
| Ret  | 27  | GP-IV  | 酒井正     | ローラ・T70マークII  | タキ・レーシング     | 18   | ブレーキ         | 4        |
| ns   | 7   | GP-I   | 遠藤邦機   | マクランサ           | 遠藤邦機             |      | 予選落ち         |          |
| ns   | 17  | GP-I   | 木下昇     | キノシタ・スペシャル | サナダ・レーシング   |      | 予選落ち         |          |
| ns   | 10  | GP-II  | 高野ルイ   | ロータス・47GT       | 積水化学             |      | 予選落ち         |          |
| ns   | 34  | GP-I   | 村田邦夫   | マクランサ           | 村田邦夫             |      | 予選落ち         |          |
| ns   | 8   | GP-I   | 大久保力   | Honda WM.            | 大久保力             |      | 予選落ち         |          |

- スターティンググリッドは3-4-3左上位方式。
- No.30は走路妨害のため1分加算。
- ファステストラップ 1分52秒81 北野元（日産）

## エピソード
注目のTNT対決は日産がトヨタとタキを制したが、実際のところは薄氷の勝利であった。3月の練習走行中、北野のR381がスピンしてピットレーンに飛び込み、ガードレールに激突して炎上。北野はすぐに脱出したが軽い火傷を負った。その後も悪天候やエンジン故障により準備が遅れ、本番用のR381をサーキットに持ち込んだのは予選当日の午前3時だった。また、レース終了後に工場で検査すると、北野のマシンのクランクシャフトにひびが入っており、あと数周レースが長ければ結果は分からなかったという。
また、黒澤元治のＲ380はレース中のスピンでクラッチを踏んだ際、プッシュロッドを折ってクラッチが切れないトラブルに見舞われた。
しかし黒澤は一速にギアを入れたままセルモーターで発進。以降クラッチが働かない状態で回転合わせだけでシフトチェンジして生沢ポルシェを猛追、総合三位（クラス二位）に輝いた。レース後黒澤は「クラッチがまともだったら生沢を抜けた」と言い切った。またミッションは、ノークラッチで酷使されたとは思えないほど無傷だったと言う。

## データ
- 大会名 '68日本グランプリ
- 主催 日本自動車連盟
- 決勝観客数 12万人
- 日程
  - 5月2日 公式予選
  - 5月3日
    - 8時 クラブマンレース・ツーリング（15周）
    - 9時30分 クラブマンレース・グランドツーリング（15周）
    - 11時 日本スピードカップ（30周）
    - 14時 日本グランプリ（80周）
- サポートレース勝者
  - クラブマンレース・ツーリング 大岩 湛矣（トヨタ・1600GT）
  - クラブマンレース・グランドツーリング 都平健二（ニッサン・フェアレディ2000）
- 日本スピードカップ勝者 加藤爽平（コルト・フォーミュラ2B）